# Ahilov slikar
Ahilov slikar je pseudonim koji se koristi za starogrčkog slikara vaza koji je živio i radio u Atici od 460-ih do 420-ih godina pr. Kr. Pseudonim mu je dao britanski povjesničar umjetnosti sir John Beazley po slici Ahila na amfori koja datira oko 450. – 445. pr. Kr. a koja se danas čuva u Vatikanskom muzeju. Slikar je, sudeći prema stilu, najvjerojatnije bio učenik Berlinskog slikara, te najvjerojatnije preuzeo njegovu radionicu oko 460. pr. Kr. Ahilovom slikaru se danas pripisuje više od tri stotine vaza oslikanih u tri različite tehnike - crne figure na crvenoj pozadini, crvene figure na crnoj pozadini i figure na bijeloj pozadini.
Poznat po jednostavnim, uravnoteženim kompozicijama od dvije figure, Ahil se smatra "najklasičnijim" od svih klasičnih slikara vaza u 5. st. pr. Kr.
Također je bio poznat po lekitima (posudama za ulje), najvećim dijelom oslikanim crvenim figurama na bijeloj pozadini. Na njima su česti bili kalosi.

## Vanjske poveznice
- John H. Oakley, "The Achilles Painter"
- Artcyclopedia - The Achilles Painter